# Benedikt Erlingsson
Benedikt Erlingsson (Reykjavík, 31 maggio 1969) è un attore, regista e sceneggiatore islandese.

## Biografia
I suoi film Storie di cavalli e di uomini e La donna elettrica sono stati scelti per rappresentare l'Islanda agli Oscar.

## Filmografia

### Regista

#### Cortometraggi
- I Thanks (2007)
- Naglinn (2008)

#### Documentari
- The Show of Shows (2015)

#### Lungometraggi
- Storie di cavalli e di uomini (Hross í oss) (2013)
- La donna elettrica (Kona fer í stríð) (2018)

### Attore

#### Lungometraggi
- Tár úr steini, regia di Hilmar Oddsson (1995)
- Dansinn, regia di Ágúst Guðmundsson (1998)
- Mávahlátur, regia di Ágúst Guðmundsson (2001)
- Il grande capo (Direktøren for det hele), regia di Lars von Trier (2006)
- Foreldrar, regia di Ragnar Bragason (2007)
- Stóra planið, regia di Olaf de Fleur Johannesson (2008)
- Kurteist fólk, regia di Olaf de Fleur Johannesson (2011)
- Eldfjall, regia di Rúnar Rúnarsson (2011)